# Atengo (kommun)
Atengo är en kommun i Mexiko.   Den ligger i delstaten Jalisco, i den centrala delen av landet, 500 km väster om huvudstaden Mexico City. Antalet invånare är 4 918. Arean är 412 kvadratkilometer.
Terrängen i Atengo är kuperad.